# Arnaldo Gladosch
Arnaldo Gladosch (São Paulo, 4 de abril de 1903 - Rio de Janeiro, 3 de agosto de 1954) foi um arquiteto e engenheiro brasileiro.
Formado em Arquitetura pela Universidade de Dresden em 1926, se estabeleceu no Rio de Janeiro, onde foi um dos colaboradores do francês Alfred Agache (1875-1959) nos planos de melhoramento da então capital federal, o chamado Plano Agache (1928-1930).
Embora a produção arquitetônica de Gladosch no Rio de Janeiro seja considerável, a mais significativa se encontra em Porto Alegre, onde ganhou força ao alinhar-se com experimentações urbanísticas a partir do Plano Gladosch (1939-1943).
A arquitetura por ele desenvolvida fugiu aos padrões praticados no Brasil a partir da década de 1930, ainda que tivesse relações com algumas vertentes internacionais, principalmente a arquitetura industrial e corporativa de Peter Behrens (1868-1940) e a arquitetura wrightiana. Pode-se dizer que sua obra se vincula aos padrões alemães do início do século, incluindo a arquitetura expressionista, a Escola de Chicago e a Escola de Amsterdã.

## Formação

### Infância
Nascido em São Paulo, Arnaldo Gladosch era filho de Hans Walter Gladosch e neto de Otto Gladosch. Sobre seu pai, registros documentais indicam que foi funcionário da companhia Lupton em São Paulo em 1897; sobre seu avô, sabe-se que foi professor em São Paulo por volta de 1890.
Durante os primeiros anos, Gladosch estudou na Escola Americana, na capital paulista. Completou os estudos fundamentais na Suíça a partir de 1914, primeiramente pelo Lar Educacional Kefikon e em seguida na Escola Cantão de Thurgau.

### Alemanha
Sua formação profissional, por sua vez, deu-se na Alemanha, na Technische Hochschule (Universidade Técnica de Dresden), tendo obtido o diploma em fevereiro de 1926. Em entrevista concedida em 1938, Gladosch destacou dois professores que desempenharam um papel importante durante o período no qual estudou em Dresden: Adolf Muesmann (1880-1956) e Owin Hempel (1876-1965).
A Alemanha em que Gladosch viveu passava pela República de Weimar, marcada por convulsões políticas frequentes e hiperinflação. A desvalorização do marco de papel possivelmente facilitou o custeio de seus estudos no exterior por sua família brasileira, cuja origem era alemã.

### Influências
Nas obras arquitetônicas de Gladosch, é possível observar um quadro de referências raro entre arquitetos brasileiros, baseado nas inter-relações norte americanas, especialmente de Chicago e Nova York, e europeias, especialmente da Alemanha. Pode-se citar a influência de uma vertente clássico-romântica, que remonta a Karl Friedrich Schinkel, e uma modernidade austera, monumental e corporativa, encontrada nas obras industriais de Peter Behrens. Além disso, elementos expressionistas são empregados em situações especiais e nos interiores, remetendo a experiências de Hendrik Petrus Berlage. Quanto à materialidade, em especial o emprego do tijolo à vista, podem ser feitas correlações com as arquiteturas de Peter Behrens, Hans Poelzig e Fritz Höger.
As realizações de Gladosch como urbanista, por sua vez, estavam inseridas no universo da Urbanística Formal, cuja ênfase estava centrada na morfologia urbana. A constituição, em Paris, da primeira associação de urbanistas, a Sociedade Francesa de Urbanismo (SFU), assumiu papel preponderante na exportação dessa escola francesa de raiz haussmaniana. Foram os arquitetos da Urbanística Formal que conduziram o urbanismo europeu na primeira metade do século XX, até a Segunda Guerra Mundial.

## Rio de Janeiro

### Retorno ao Brasil
Em 1926, aos 24 anos, Gladosch retornou ao Brasil empregado pela Wayss e Freytag, firma de construção cuja história está ligada às primeiras experimentações com concreto armado. A sucursal brasileira da empresa havia sido fundada em 1924, com o nome de Companhia Construtora Nacional.
Nesse mesmo ano, o arquiteto publicou na revista A Casa um texto ilustrado com o projeto da casa que desenhou para seu pai, a Residência Hans Salter (1926), cuja execução não é confirmada pela bibliografia. Já em 1927, atendo às discussões sobre o futuro da arquitetura e da cidade, Gladosch publicou uma série de cinco artigos sobre questões urbanísticas no periódico O Jornal, de grande circulação no Rio de Janeiro.
Durante essa época, manteve escritório de arquitetura na cidade de Niterói, antes de transferir-se para o Rio de Janeiro.

### Plano Agache(1928-1930)
No final da década de 1920, Arnaldo Gladosch integrou a equipe multidisciplinar - que contava também com a presença de Affonso Eduardo Reidy (1909-1964) e Attilio Corrêa Lima (1901-1943) - liderada pelo francês Alfred Agache (1875-1959) para a elaboração do Plano de Extensão, Remodelação e Embellezamento do Rio de Janeiro, o Plano Agache (1928-1930). Os profissionais que compuseram essa equipe foram, posteriormente, responsáveis por outros planos propostos para cidades do Brasil e do exterior.
Baseado no conceito de zoneamento, o Plano Agache era dividido em cinco zonas: central e comercial, industrial e portuária, residencial, suburbana, espaços livres e reservas arborizadas). Gladosch se dedicou ao bairro industrial, localizado nos subúrbios da Zona da Leopoldina, na época sendo saneados e urbanizados.

### Produção arquitetônica
Algumas das obras arquitetônicas de Arnaldo Gladosch no Rio de Janeiro foram o Hotel Ambassador (1931), no Centro, de autoria recentemente revelada, e o Cine Teatro Alhambra (1932), na Cinelândia, que chamava atenção pelas paredes lisas, janelas contínuas e total ausência de decoração.
No âmbito residencial, projetou o Edifício Itahy (1932), em Copacabana, de forte conotação Art Déco, e o Edifício Itayá (1937), em Ipanema, semelhante ao Francis Apartments (1895) de Frank Lloyd Wright.
Apesar de a qualidade da arquitetura produzida por Gladosch no Rio de Janeiro ser atetado pelo tombamento e inclusão de três de suas realizações no Guia de Arquitetura Art Déco do Rio de Janeiro, a obra completa de Gladosch na antiga capital federal ainda está por ser levantada.

## Porto Alegre

### Plano Gladosch(1939-1943)
Em 1938, Gladosch recebeu convite de Loureiro da Silva, então prefeito de Porto Alegre, para elaborar um plano urbanístico para a capital gaúcha. Realizar um plano de remodelação, como parte de uma política nacional do Estado Novo de valorização do urbano, era o principal objetivo daquela gestão municipal, que lembrou de Gladosch principalmente por sua participação na equipe do Plano Agache (1928-1930).
Gladosch foi contratado em dezembro de 1938, na mesma data em que foi constituído o Conselho do Plano Diretor, que existe até hoje e cuja atribuição era examinar, propor alterações e votar os projetos de reforma urbana. Os problemas da cidade e as proposições que eram apresentadas ao Conselho pelo arquiteto foram amplamente divulgados pela imprensa local.
O chamado Plano Gladosch (1939-1943) consistiu, na realidade, em quatro estudos sucessivos para a cidade, apresentados diretamente ao Conselho do Plano Diretor entre 1939 e 1943. O mais conhecido é o terceiro estudo, mas o definitivo foi o quarto, cuja planta de urbanismo foi posteriormente publicada, acompanhada de outros estudos e projetos, com o título de Um Plano de Urbanização (1943). A publicação, espécie de relatório da administração no final da gestão de Loureiro da Silva, contou com a colaboração técnica do engenheiro Edvaldo Pereira Paiva (1911-1981).

Dentre as principais intervenções propostas no Plano Gladosch (1939-1943) estavam a abertura da Avenida Senador Salgado Filho, a canalização do Arroio Dilúvio, a abertura da Avenida Farrapos, a abertura do Túnel da Conceição e o aterro do Praia de Belas. Todas foram executadas e até hoje constituem elementos fundamentais da forma urbana e do traçado viário da cidade.

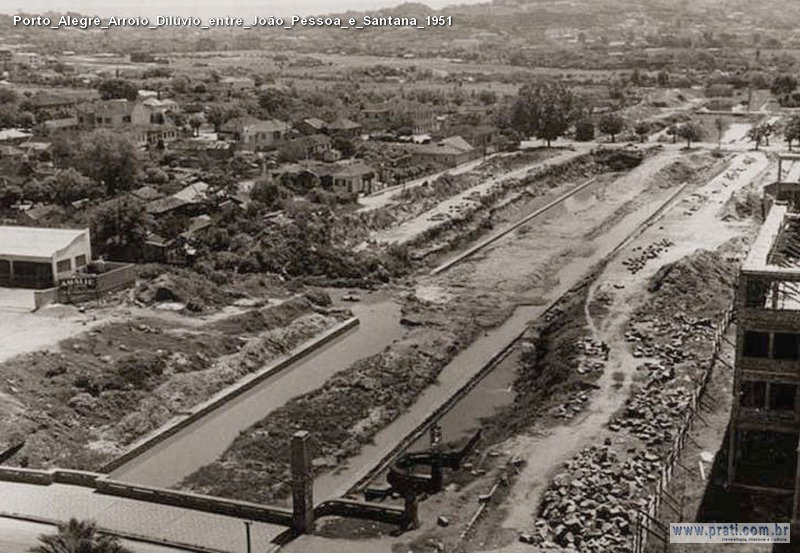
Canalização do Arroio Dilúvio, década de 1950
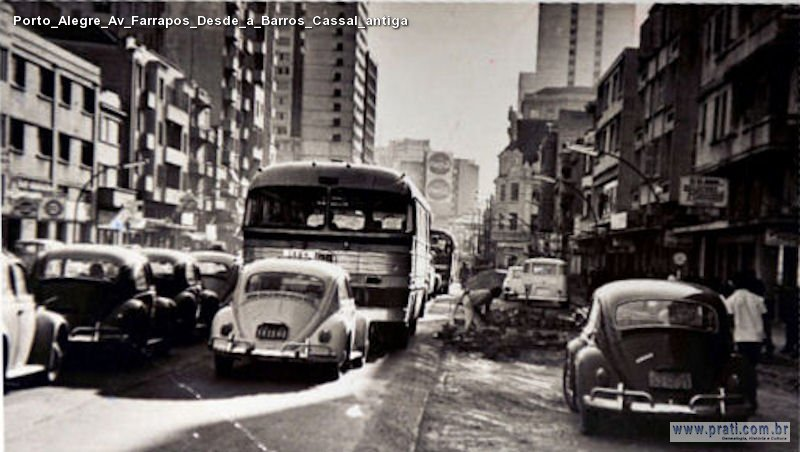
Avenida Farrapos, data desconhecida
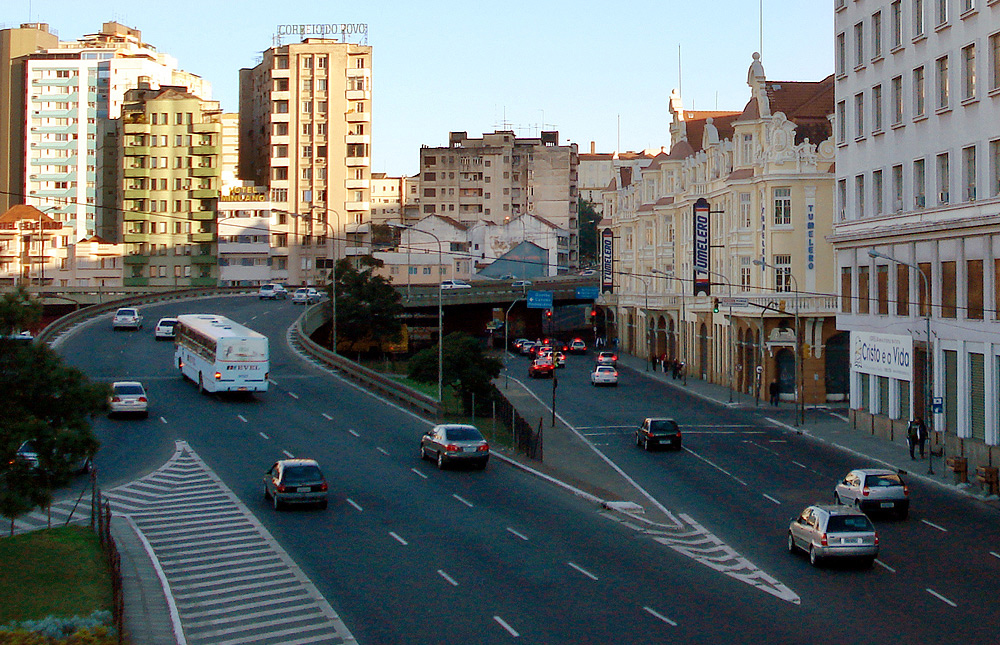
Elevada em direição ao Túnel da Conceição, década de 2000
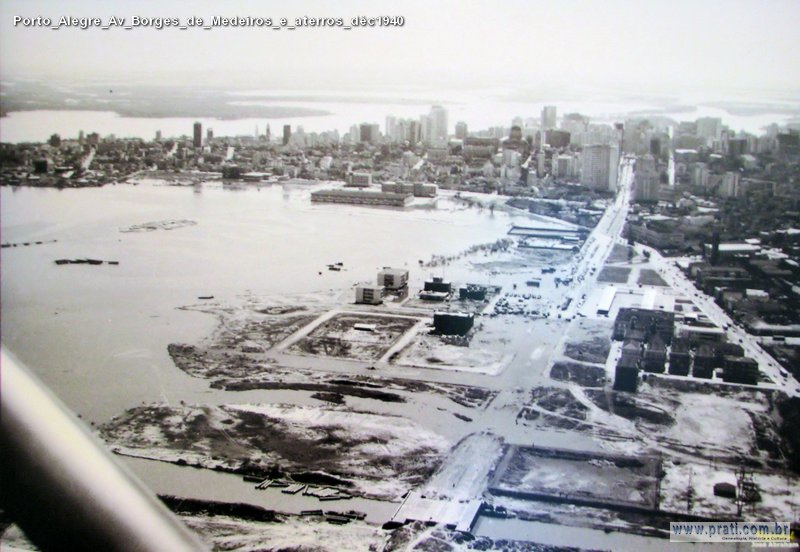
Aterro do Praia de Belas, década de 1940

Além disso, outro exemplo do legado do Plano Gladosch são as galerias, passagens cobertas para proteção do pedestre, formadas a partir do avanço dos pavimentos superiores sobre o pavimento térreo. Essa diretriz foi adotada em legislações urbanísticas posteriores, indicando a continuidade de um modelo trazido a Porto Alegre por Gladosch, seguindo o adotado por Agache no Rio de Janeiro na Praça do Castelo.

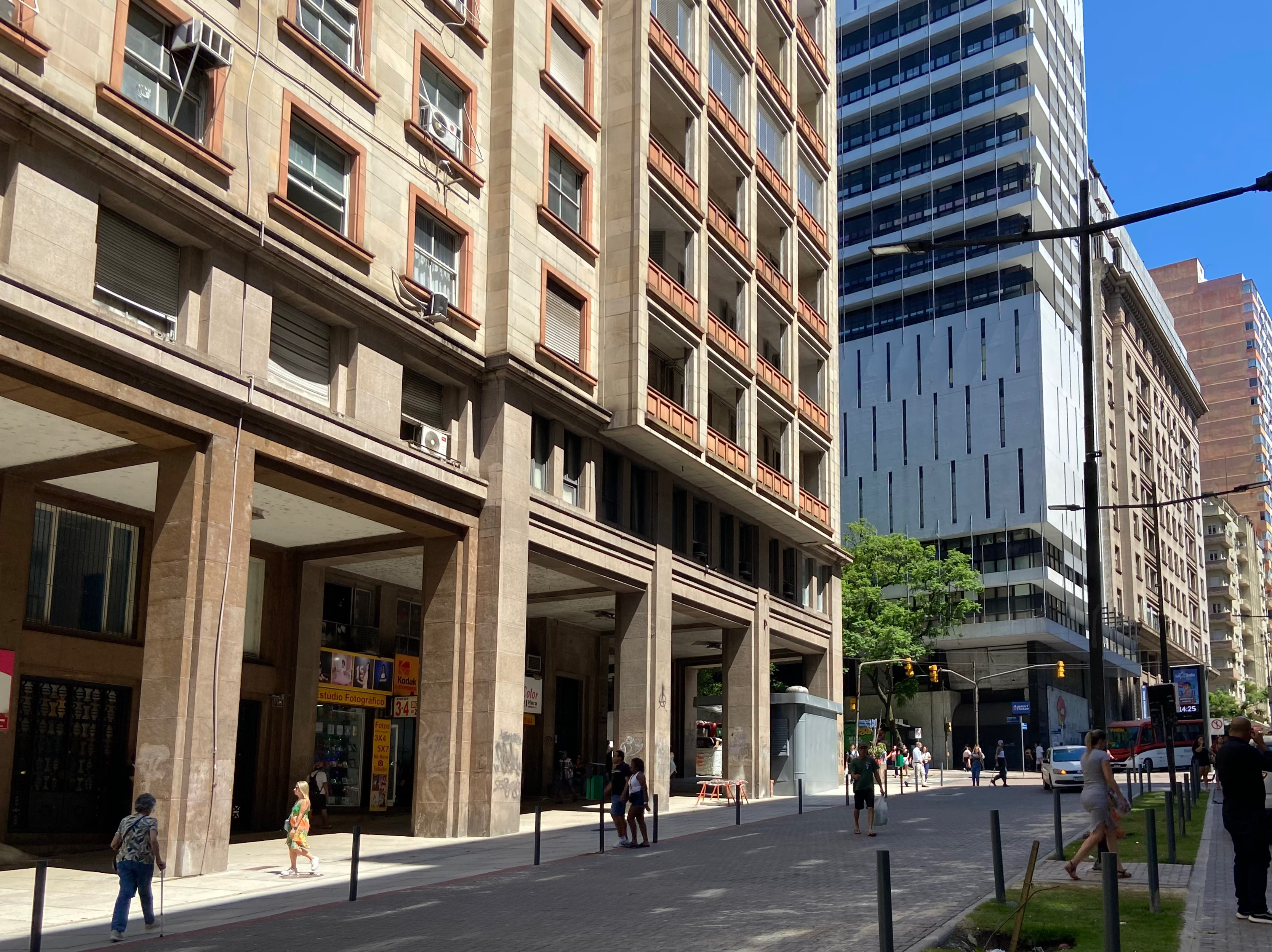
Galerias na Avenida Borges de Medeiros, Centro Histórico
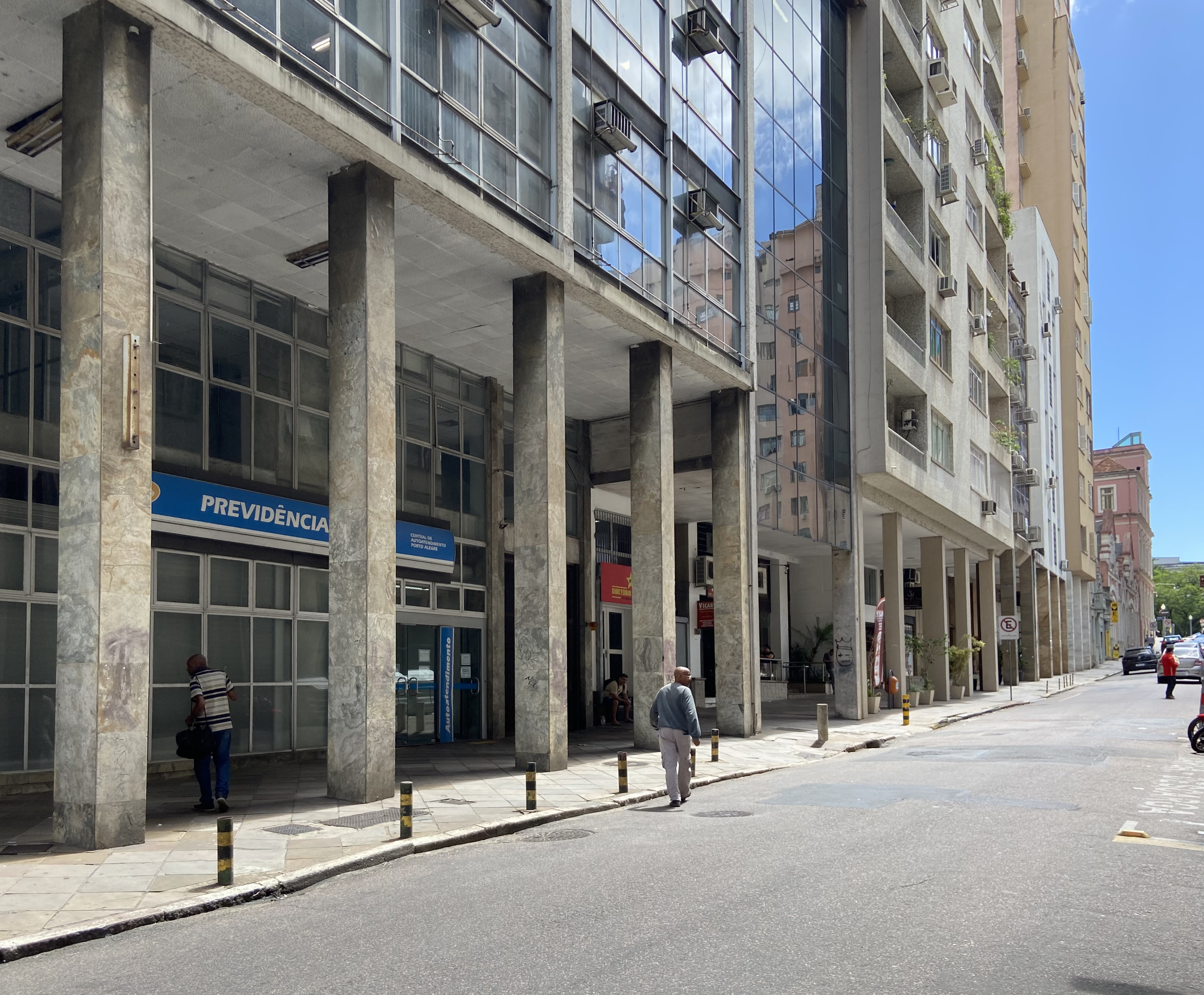
Galerias na Rua Jerônimo Coelho, Centro Histórico
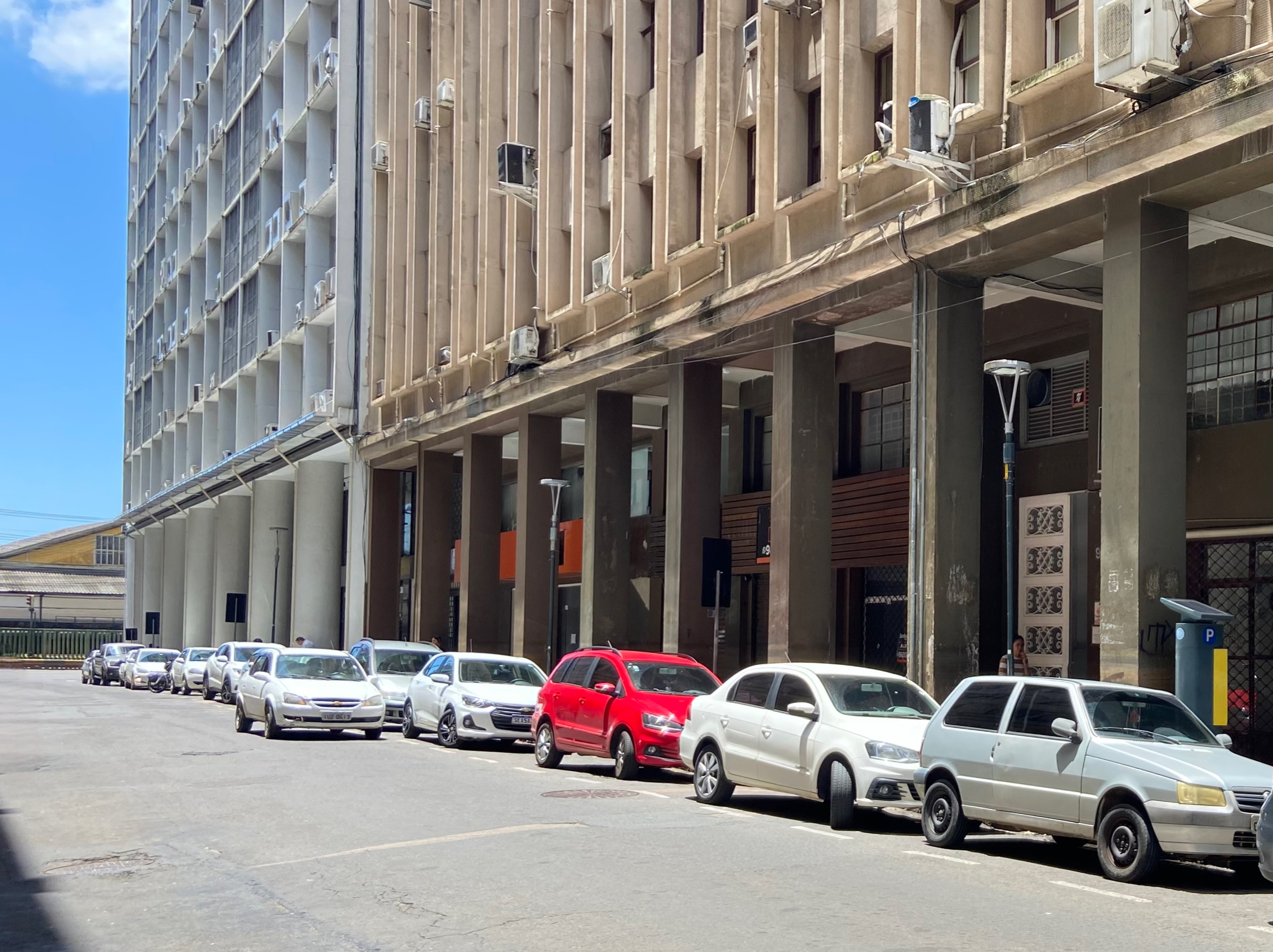
Galerias na Travessa Francisco Leonardo Truda, Centro Histórico
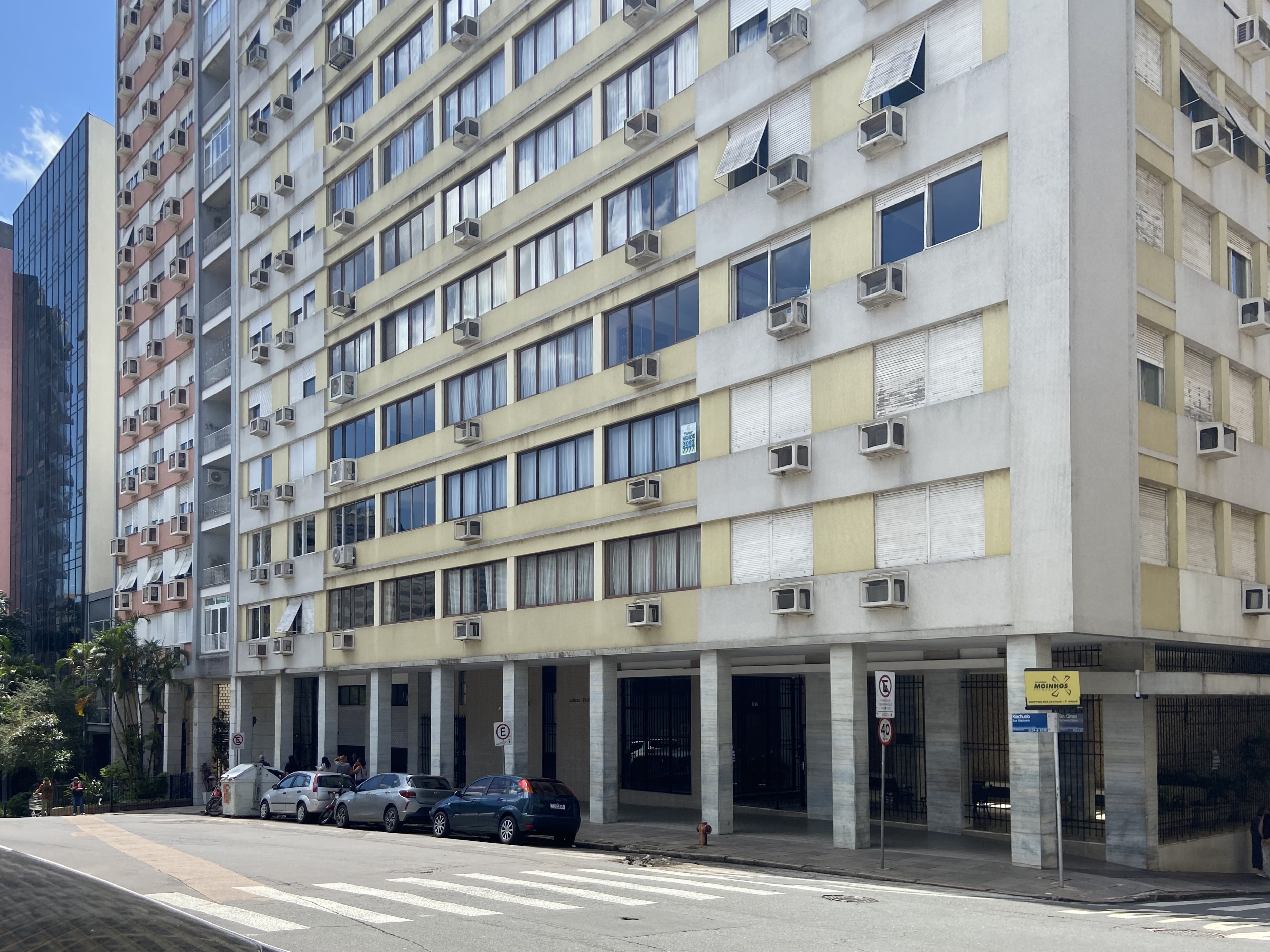
Galerias na Rua Riachuelo, Centro Histórico

Outros projetos previstos no plano não foram implementados imediatamente, mas serviram de referência e foram incorporados a outros planos urbanísticos posteriores, como o local para a Cidade Universitária (Campus do Vale, 1975) e a transferência do hipódromo para a Zona Sul (Hipódromo do Cristal, 1952). Houve, por fim, propostas que não saíram do papel, como a Feira Permanente de Amostras (a partir do alargamento da Rua Santana) e o Centro Cívico (ao redor da Praça da Matriz).
Esse legado revela que, apesar do ostracismo a que Gladosch foi submetido a partir de fins da década de 1940, algumas das ideias trazidas por ele foram consideradas ao longo dos planejamentos urbanísticos seguintes em Porto Alegre, perpetuando suas proposições. Embora o Movimento Moderno ortodoxo tenha, através de uma leitura reducionista, ofuscado os avançados critérios de projeto arquitetônico e urbanístico empregados por Gladosch, esse cenário começou a se alterar a partir da década de 1980. Com o realinhamento teórico promovido pela arquitetura pós-moderna, Gladosch foi “redescoberto” pela academia, passando a ser valorizado pela relação contextual que procurou estabelecer entre arquitetura e cidade, dialogando em diversas escalas com o entorno imediato.

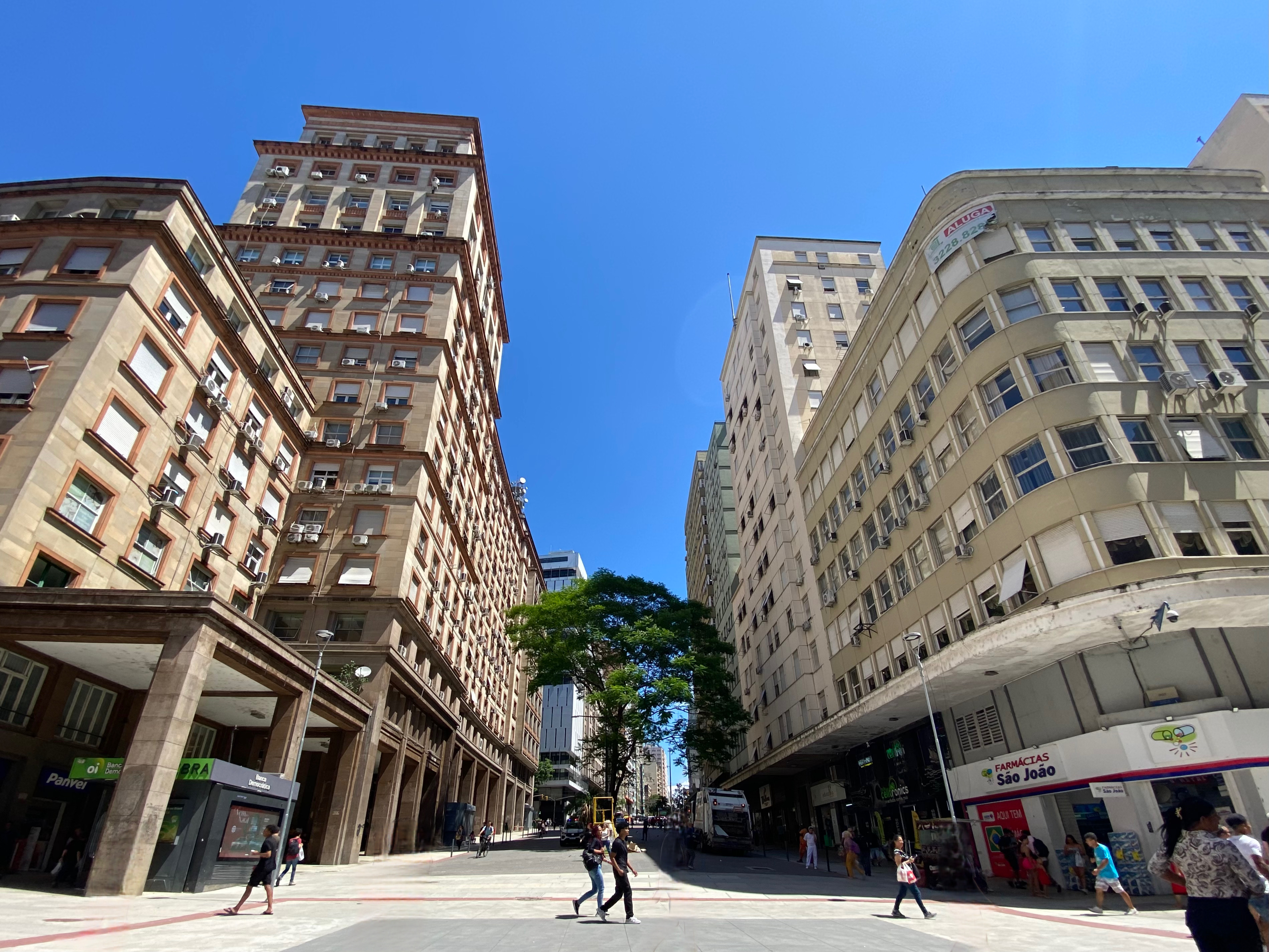
Esquina Democrática, com o Edifício Sulacap (1938) à esquerda e o Edifício Sul América (1938) à direita

### Produção arquitetônica
A partir de sua participação no plano urbanístico para Porto Alegre, Arnaldo Gladosch legou uma produção arquitetônica significativa para a história da capital gaúcha, que pode ser considerada uma arquitetura moderna inspirada nos arquétipos "clássicos". A Avenida Borges de Medeiros, no trecho entre o Viaduto Otávio Rocha e o Paço Municipal, foi o mais significativo exemplo de passagem de Gladosch por Porto Alegre. Nela, está implantada uma sequência de edificações projetadas pelo arquiteto paulista, como o Edifício Sulacap (1938), o Edifício Sul América (1938), o Edifício União (1938) e o Edifício Brasiliano de Morais (1943). O trecho é representativo da imagem metropolitana desejada, de uma modernidade alinhada a outros centros urbanos, sendo desde então um cartão-postal da cidade.

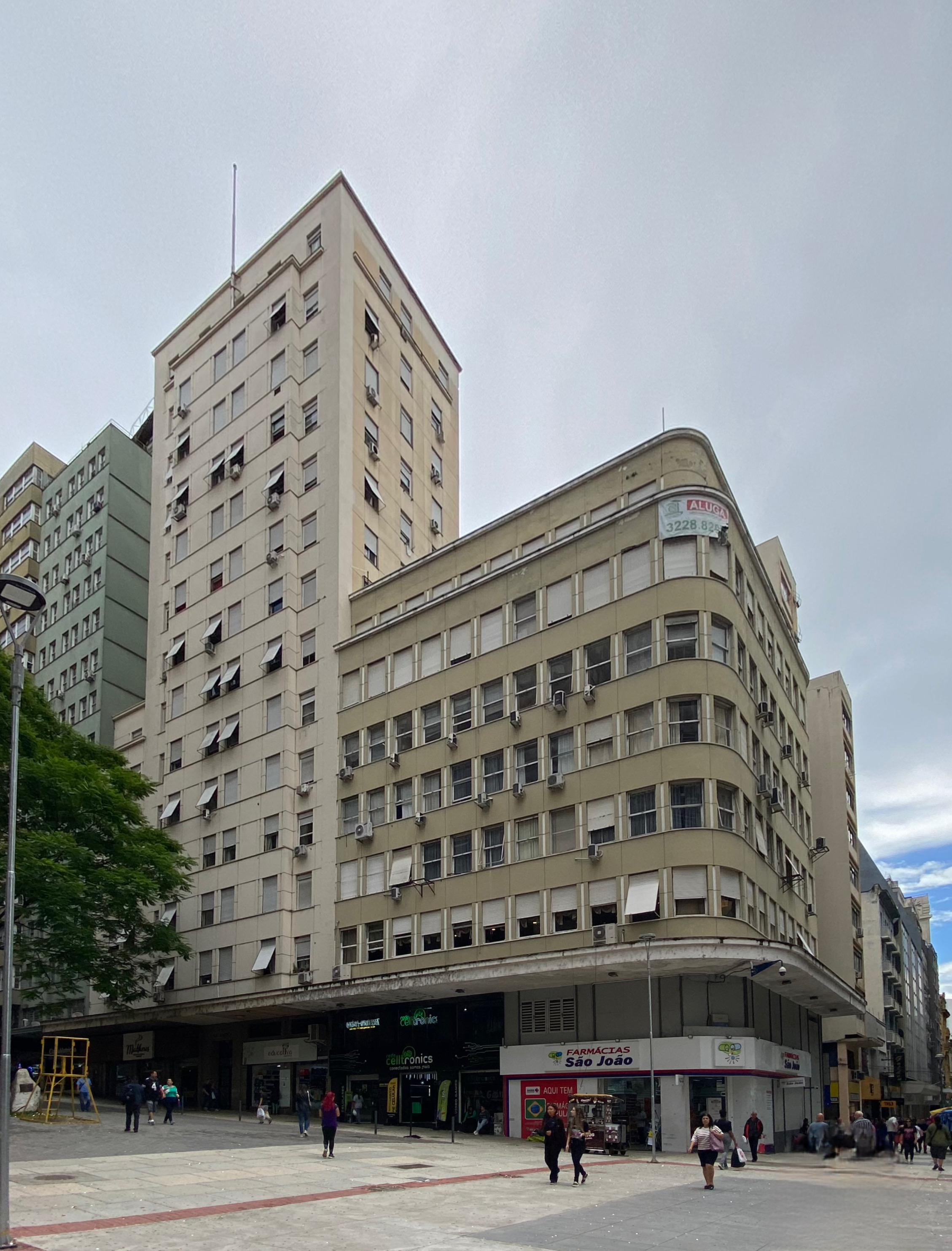
Edifício Sul América (1938)
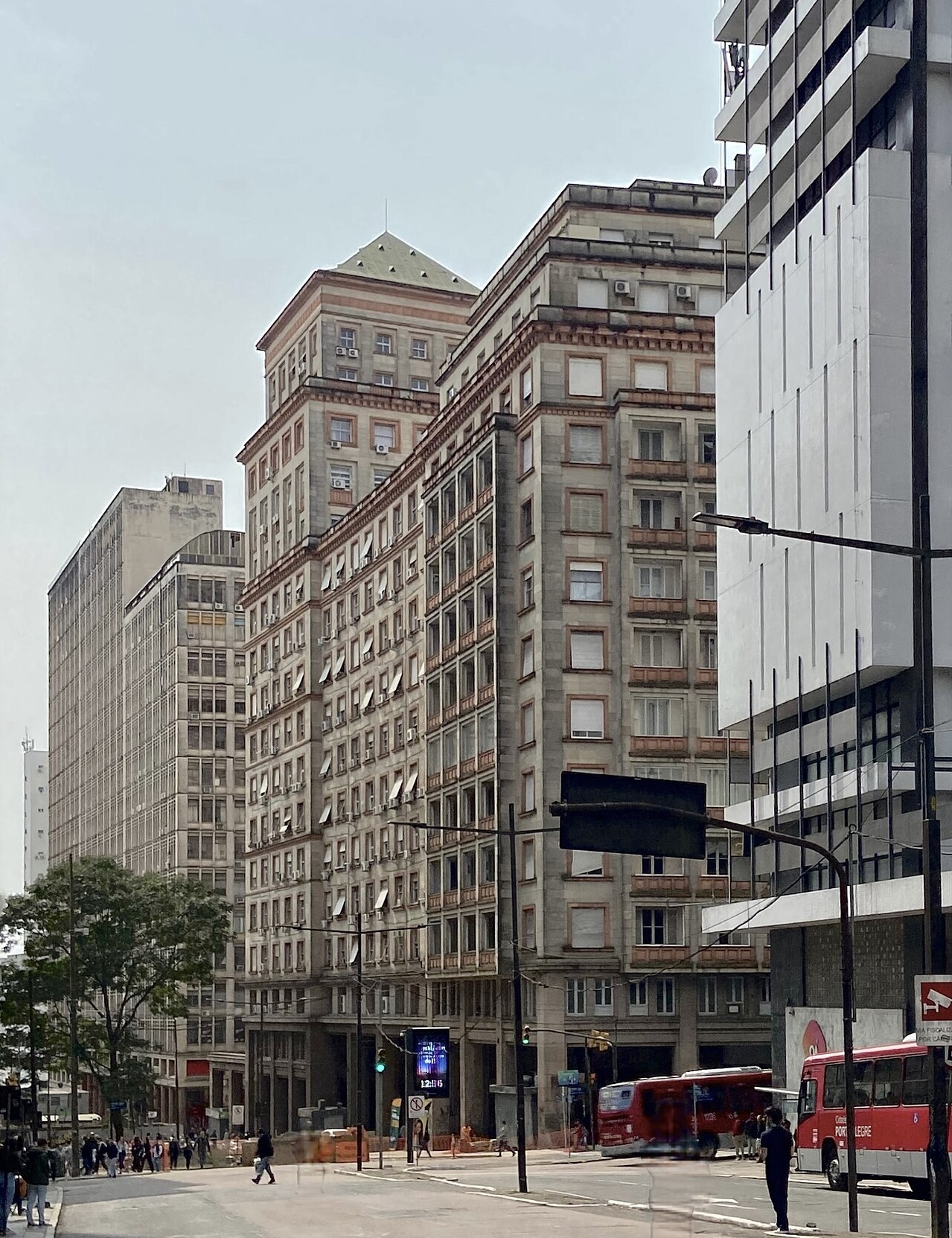
Edifício Sulacap (1938)
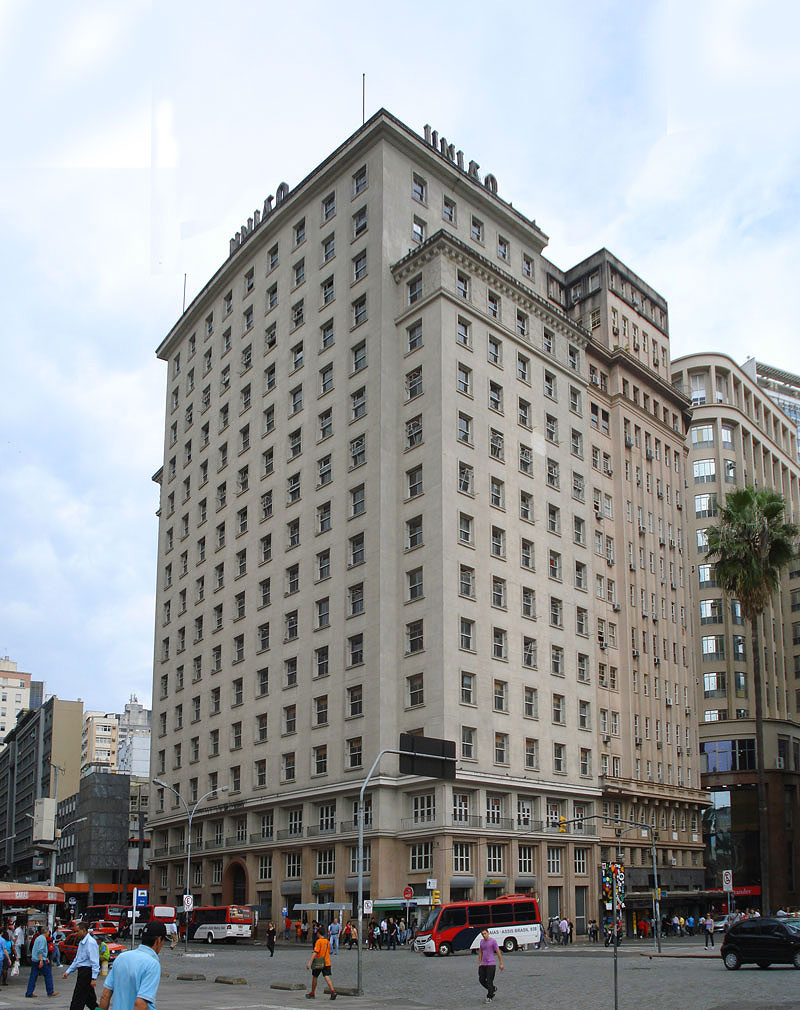
Edifício União (1938)
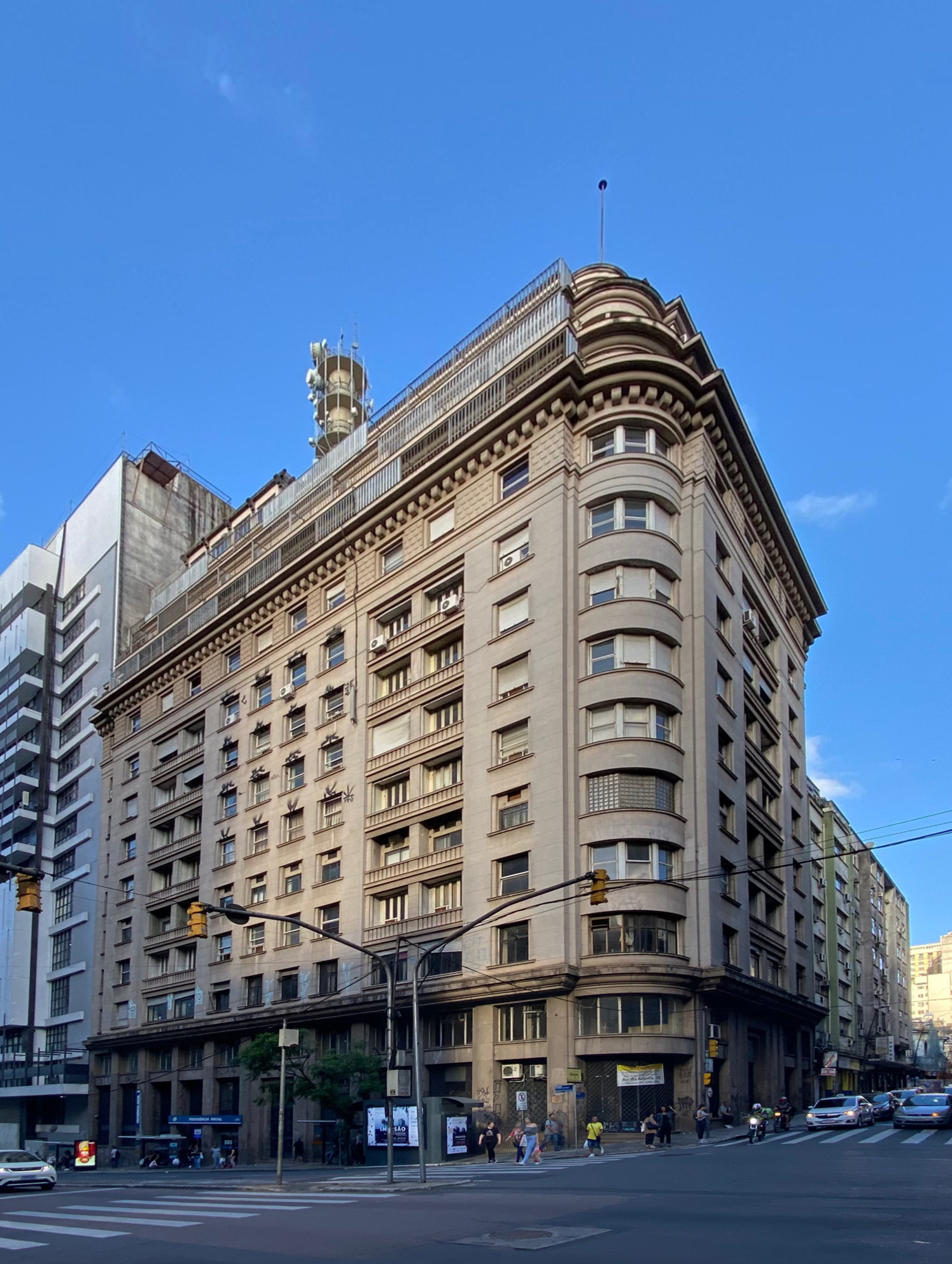
Edifício Brasiliano de Morais (1943)

Dentre elas, destaca-se o Edifício Sulacap (1938), prédio mais alto da cidade à época de sua inauguração em 1949. Atualmente considerado um paradigma de boa qualidade daquele período, representa um conceito de implantação de grandes obras na paisagem urbana das cidades brasileiras ordenadas nos moldes à Agache. O local escolhido para a implantação revela estudo minucioso do entorno e de sua topografia complexa, que resultou no posicionamento do edifício no exato ponto de inflexão da Avenida Borges de Medeiros, tornando sua cobertura piramidal visível do Viaduto Otávio Rocha (1927).

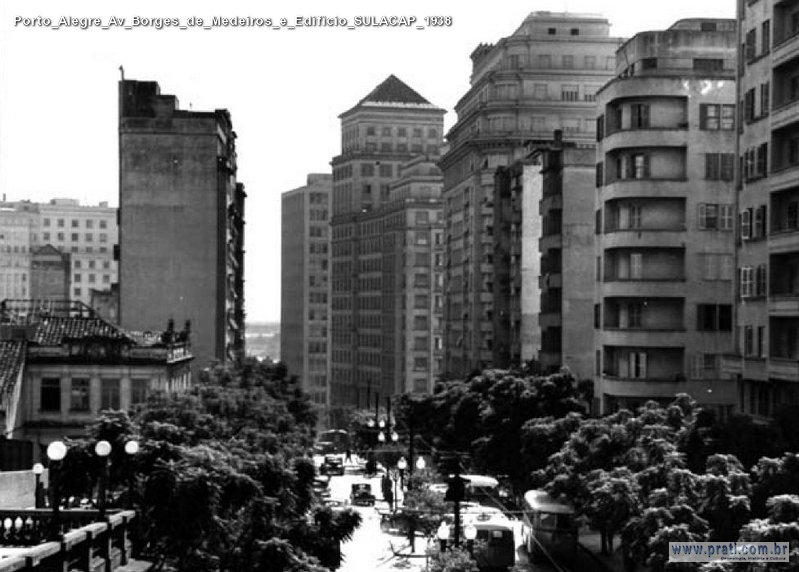
Avenida Borges de Medeiros na década de 1950
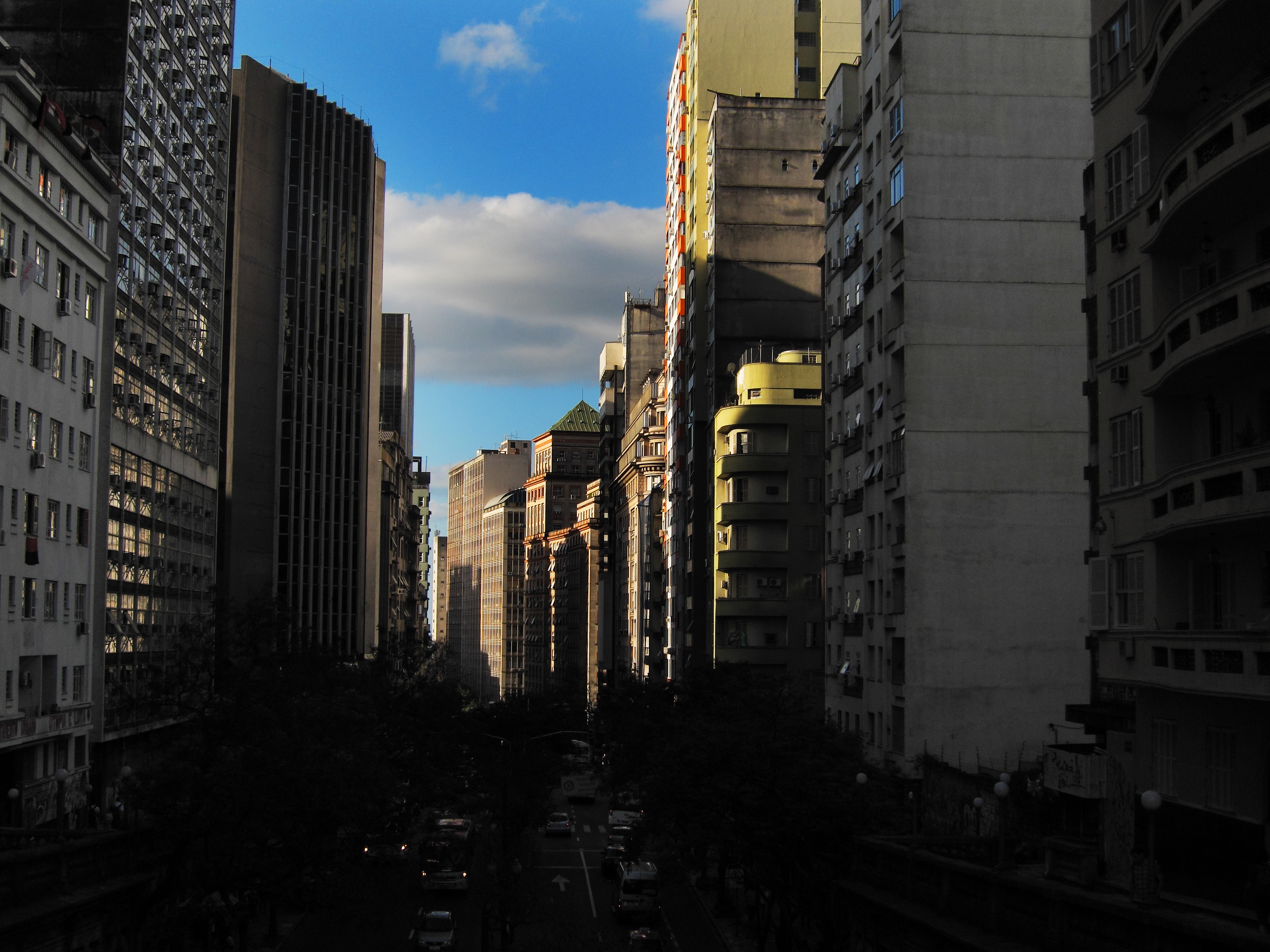
Avenida Borges de Medeiros na década de 2010

Outras obras relevantes de Gladosch em Porto Alegre incluem o Edifício Mesbla (1944) e o Edifício Chaves, além do Colégio Rio Branco (1941).

### Recepção
Desde o anúncio de sua contratação pela prefeitura, a obra de Gladosch foi recebida com reserva pelos arquitetos porto-alegrenses, o que resultou em um ostracismo deliberado na historiografia que perdurou por décadas.
Inicialmente, os profissionais locais manifestaram contrariedade quanto à contratação de um forasteiro, justificando a sua própria competência para o encargo. Em um segundo momento, o conflito entre duas tendências modernas – de um lado, a vertente de influência alemã praticada por Gladosch; de outro, a de matriz corbusiano-carioca que se afirmava em Porto Alegre em fins da década de 1940 – agravou a rejeição dos arquitetos locais pela obra do paulista.
Em poucos anos, o profissional antes celebrado pela imprensa local passou de ilustre a desconhecido, gerando uma lacuna na compreensão de uma arquitetura que marcou profundamente a imagem da cidade. As poucas referências sobre Arnaldo Gladosch até a década de 1980 diminuiam ou inibiam a discussão sobre a contribuição do arquiteto paulista para o planejamento urbano de Porto Alegre. Ainda no século XX, há pesquisadores que se referem à sua obra urbanística como um anteprojeto positivista e totalitário e à sua obra arquitetônica como monumentalismo autoritário.

## Lojas Mesbla
Na produção arquitetônica de Arnaldo Gladosch, destaca-se sua atuação como projetista de algumas unidades da Mesbla, rede de lojas de departamentos que iniciara suas atividades no Brasil em 1912, como filial de uma firma francesa, mas que em 1924 se nacionalizara como S.A. Brasileira Mestre & Blatgé. Durante décadas, a Mesbla foi uma potência comercial, chegando a ter 12.000 empregados e 48 lojas, nas quais era possível comprar itens tão diversos como sapatos, perfumes, televisores, joias, lanches e automóveis.
Gladosch projetou pelo menos cinco lojas da Mesbla: uma em São Paulo, duas no Rio de Janeiro e duas em Porto Alegre. As lojas Mesbla de Gladosch, marcadas por uma modernidade austera, precisa e sólida, formam um sistema, não porque sejam a reprodução de um modelo, mas porque estabelecem o mesmo tipo de articulação com o usuário, com o tecido e a cidade.